# Tha Hall of Game
Tha Hall of Game es el tercer álbum del rapero E-40, lanzado el 29 de octubre de 1996 por Jive y Sick Wid It Records. El álbum incluye producciones de Ant Banks, Mike Mosley, Rick Rock, Studio Ton y Tone Capone. Alcanzó el segundo puesto en la lista Billboard Top R&B/Hip-Hop Albums y el cuarto en la Billboard 200. El sencillo "Things'll Never Change"/"Rapper's Ball" se ubicó en el 19º lugar en la Billboard Hot R&B/Hip-Hop Songs. En el álbum colaboraron varios artistas como B-Legit, D-Shot y Suga-T de The Click, 2Pac, Luniz, Cold 187um, Kokane, Keak da Sneak y Levitti.
Junto con el sencillo se lanzó un video musical de la canción "Rapper's Ball", con Too Short y K-Ci y cameos de 2Pac, Ice-T y Mack 10. También se lanzó el video del segundo sencillo "Things'll Never Change", con Bo-Roc de The Dove Shack.

## Lista de canciones
1. "Record Haters"
2. "Rappers' Ball" (con Too Short & K-Ci)
3. "Growing Up" (con Lil E)
4. "Million Dollar Spot" (con 2Pac & B-Legit)
5. "Mack Minister" (skit) (con Mac Minister)
6. "I Wanna Thank You" (con Suga-T)
7. "The Story" (con Ephriam Galloway)
8. "My Drinking Club" (con Young Mugzi & Levitti)
9. "Ring It" (con Spice 1, Keak da Sneak & Harm)
10. "Pimp Talk" (skit)
11. "Keep Pimpin'" (con D-Shot)
12. "I Like What You Do To Me" (con B-Legit)
13. "Things'll Never Change" (con Bo-Roc)
14. "Circumstances" (con Luniz, Cold 187um, Kokane, Celly Cel & T-Pup)
15. "It Is What It Is" (con Kaveo)
16. "Smebbin'"

## Posiciones en lista
Álbum
| Lista (1996)                          | Posición máxima |
| ------------------------------------- | --------------- |
| U.S. Billboard 200                    | 4               |
| U.S. Billboard Top R&B/Hip-Hop Albums | 2               |

Sencillos
| Canción                                   | Lista (1997)                           | Posición máxima |
| ----------------------------------------- | -------------------------------------- | --------------- |
| "Things'll Never Change"/ "Rapper's Ball" | U.S. Billboard Hot 100                 | 29              |
| "Things'll Never Change"/ "Rapper's Ball" | U.S. Billboard Hot Dance Singles Sales | 26              |
| "Things'll Never Change"/ "Rapper's Ball" | U.S. Billboard Hot R&B/Hip-Hop Songs   | 19              |
| "Things'll Never Change"/ "Rapper's Ball" | U.S. Billboard Rap Songs               | 4               |
| "Things'll Never Change"/ "Rapper's Ball" | U.S. Billboard Rhythmic Airplay Chart  | 30              |